# Позитив (певец)
Алексе́й Ива́нович Завгоро́дний (укр. Олексій Іванович Завгородній; род. 19 мая 1989, Киев, УССР), более известный как Позитив —  украинский певец и композитор, автор песен, музыкальный продюсер и актёр. Является участником группы MOЗGI продюсерского центра MOZGI Entertainment.

## Биография
Родился 19 мая 1989 года в Киеве. У него есть сестра-близнец Елизавета (она родилась на 10 минут раньше).
Из творческой семьи. Отец был директором театра. Мать — балерина. Дед Алексея был руководителем известного украинского хора имени Георгия Верёвки. С ранних лет занимался хореографией. Позже начал обучаться музыке, вокалу и актёрскому мастерству в Киевской детской академии искусств. Играл в детских спектаклях.
Учился в Лондоне и Кембридже. С 13 лет сотрудничает с Потапом. Такой старт в шоу-бизнесе позволил ему принять участие во многих проектах Алексея Потапенко и выступить на более чем 3000 концертах Потапа в странах СНГ, Германии, Канаде и США.
С 2004 года стал участником группы «new’z’cool», с которым в 2006 году выпустил дебютный альбом под названием «Школа, Кости, Рэп».
С 2010 года перешёл к проекту «Время и Стекло», в котором выступал в дуэте с Надеждой Дорофеевой.
С 2014 года является также участником другого проекта Потапа — мужской EDM-группы MOZGI.
В ноябре 2017 года под псевдонимом ПЗТ, вместе с Потапом, который выступил под псевдонимом ПТП, представил клип на песню с нецензурной лексикой «Малибу».
В 2017 году, вместе с Надей Дорофеевой, стал тренером вокального талант-шоу телеканала 1+1 «Голос. Дети» (укр. Голос. Діти).
В 2020 году участвовал в шоу «Танцы со звёздами», в паре с танцовщицей и хореографом Юлией Сахневич.

## Фильмография
Позитив в школьные годы озвучивал на украинском языке героя Михаила Трухина в сериале «Менты» — старшего лейтенанта Вячеслава Волкова. Сезон на экраны телевизоров не вышел, поэтому поклонники не смогли оценить работу Позитива.
В 2018 году Позитив озвучил главного персонажа мультфильма «Похищенная принцесса: Руслан и Людмила» — странствующего артиста Руслана.

## Личная жизнь
В 2013 году женился на Анне Андрийчук, с которой был знаком с 2006 года. Анна работала на телевидении, позже стала дизайнером, развивает собственный бренд модной одежды. В 2021 году пара развелась.

## Скандалы
После начала российско-украинской войны, Завгородний в составе группы «Время и Стекло» периодически гастролировал в России
В августе 2017 года также разгорелся скандал, после того как группа «Время и Стекло» назвали Россию «нашей страной» во время выступления в детском лагере в России.